# Étienne Marchand
Pour les articles homonymes, voir Marchand.
Étienne Marchand, né dans l'île de la Grenade le 13 juillet 1755 et peut-être mort à l'île Maurice le 15 mai 1793, est un navigateur français.

## Biographie
Né dans l'île de la Grenade (Antilles), il sert dans la marine marchande dès l'âge de quinze ans entre autres en Italie, au Levant et au Bengale. En 1788, des négociants de Marseille, la maison Baux, l'engagent avec mission de créer du commerce en Amérique du Nord. Il rencontre alors Nathaniel Portlock (en), ancien compagnon de James Cook.
Nommé Capitaine marchand en 1789, de 1790 à 1792, il effectue un tour du monde comme Capitaine du Solide dans le but de créer un commerce de fourrures entre l'Amérique du Nord et la Chine. Parti de Marseille le 14 décembre 1790, l'expédition passe aux îles du Cap-Vert, franchit le détroit de Magellan, visite les îles Marquises dont il nomme les baies Possession et de Bon-Accueil, l'archipel Alexander, les îles de la reine-Charlotte, Macao et l'île Maurice. Marchand reconnaît en 1791 l'île Magdalena (Fatu Hiva) et découvre l'île Marchand (Ua Pou) et l'île Baux (Nuku Hiva) ainsi que deux îlots qu'il nomme Les deux frères (Motu Iti et île Plate).
En arrivant en Chine, Marchand ne peut pas vendre ses peaux, compte tenu de l’interdiction aux étrangers de commercer, depuis les accords Russe-Chine. Il est contraint de rentrer en France avec sa cargaison, qui sera d’ailleurs confisquée à son arrivée à Marseille par les révolutionnaires.
Bien qu'échec commercial, le périple est une réussite scientifique grâce aux carnets du second Prosper Chanal et du chirurgien Claude Roblet.

### Mort ou disparition
Étienne Marchand, aussitôt fini son tour du monde, repart pour l'Île de France où il meurt de manière mystérieuse le 15 mai 1793. Pour certains chercheurs, il se serait suicidé après des dettes de jeu mais aucun document ne vient corroborer leurs dires. Pour le commandant Robert Juteau, qui en établissant le Journal de bord du Capitaine Étienne Marchand, découvrit une lettre rédigée après la date officielle de son décès, Marchand organisa sa disparition pour des raisons politiques ou financières.

## Œuvre
- Voyage autour du monde, pendant les années 1790, 1791, et 1792 par Étienne Marchand … Paris 1798 (en ligne sur Google Books:  raconté par Charles-Pierre Claret de Fleurieu en 5 volumes : T.1 (chap. I à III) ; T. 2 (chap. IV à IX -1809) ;  T. 2 bis ; T. 3 ; T. 4 ; T. 5 .
- Journal de bord d’Étienne Marchand. Le voyage du Solide autour du monde (1790-1792), 2 vol. 599 p. et 220 p., édition établie et présentée par Odile Gannier et Cécile Picquoin, CTHS, 2005,  (ISBN 978-2735505951)